# Libnotes rufula
Libnotes rufula là một loài ruồi trong họ Limoniidae. Chúng phân bố ở miền Australasia.